# Intolerable
«Intolerable» es una canción compuesta y grabada por el rapero mexicano C-Kan para su tercer álbum de estudio, Clasificación C, Vol. 2.

## Lista de canciones
del álbum Clasificación C, Vol. 2.

| N.º | Título        | Duración |  |
| 1.  | «Intolerable» | 2:57     |  |